# Debora Waldman
Debora Waldman (nascida em São Paulo) é uma maestrina brasileira - israelense. Ela nasceu no Belenzinho, em São Paulo, e com apenas três anos emigrou com os pais para a Argentina e depois para Israel. Fez sua formação em Paris, e se distinguiu tornando-se assistente de Kurt Masur na Orquestra Nacional da França. Em 2020, foi nomeada diretora musical da Orquestra Nacional Avignon-Provence. Ela é a primeira mulher a ocupar tal posição na França.

## Carreira
Ela já regeu na França: Orquestra Nacional da França, a Orquestra Nacional de Lyon, a Orquestra National de Lille, a Orquestra Sinfônica da Bretanha, a Orquestra de  Colonne, a Orquestra de Besançon Franche-Comté, a Orquestra de Lamoureux, denre outras. E já regeu em nível mundial: a Orquestra Sinfônica de Hamburga, a Staatskapelle Halle, a Orquestra Filarmônica de Joanesburgo, a Orquesta Sinfônica Nacional de Colombia, durante o Festival Internacional de Inverno de Campos do Jordão, dentre outros.
Em 2008, foi nomeada "Talent Chef d'Orchestre" pela Société civile pour l'administration des droits des artistes et musiciens interprètes (ADAMI).
Em 2011, foi laureada da Fundação Simone e Cino del Duca, sob a égide da Academia de Belas Artes. Em 2013, criou a Orquestra Idomeneo.
Em 2019, ela garante a estreia mundial da sinfonia "Grande Guerra", escrita em 1917 pela compositora francesa Charlotte Sohy (1887-1955), cuja partitura esquecida ela encontrou. 
Está muito envolvida na mediação da música clássica com os mais novos e é uma fervorosa defensora do espaço feminino na regência de orquestras. "Os números falam por si: 50% das mulheres durante os estudos e apenas 4% das mulheres regentes do mundo em cargos profissionais".